# Värmderåsens naturreservat
Värmderåsens naturreservat är ett naturreservat i Orsa kommun i Dalarnas län.
Området är naturskyddat sedan 2024 och är 417 hektar stort. Reservatet ligger väster om Oreälven  öster om Värmderåssjön och består av tallskog och mindre våtmarker.